# Sony Ericsson K300i
A Sony Ericsson K300i típusjelű telefonja 2005-ben jelent meg. Bár alsó kategóriás készülék, korában meglepően sokat tudott. Ennek ellenére felépítése (mely a T610 óta jól bevált formát képezi le) hagy némi kívánnivalót maga után. Kijelzője nem LCD, hanem cSTN, rosszabb képminőséget okozva ezzel. Csak infravörös portja van, és 12 MB beépített memóriája (igaz, nagyobb testvére, a K500i is csak ezzel a kettővel rendelkezik). Ára viszont rendkívül baráti volt, ezért meglehetősen jól fogyott.
Tömege 83 gramm. Beépített kamerája ál-megapixeles fényképek készítésére alkalmas, nincs azonban lencsevédője, mint nagyobb testvéreinek. A legnagyobb felbontás 1280×960, ezt azonban a 640×480-as képek felnagyításával éri el. 3GP videó fájlok felvételére és lejátszására képes. Támogatja a JAVA-játékokat.